# Путаница (пьеса)
«Путаница» (исп. La entretenida) — комедия испанского писателя Мигеля де Сервантеса, опубликованная в 1615 году в составе сборника «Восемь комедий и восемь интермедий, новых, ни разу не представленных на сцене». Относится к позднему периоду творчества Сервантеса.
Действие пьесы происходит в Мадриде. В ней несколько сюжетных линий, и во всех случаях интрига приводит к тому, что герои остаются одинокими, возможные браки расстраиваются (в этом смысле «Путаницу» признают «контрапунктом» другой пьесы Сервантеса из того же сборника, «Лабиринт любви»). Исследователи видят здесь скрытую полемику с Лопе де Вега и его концепцией «новой комедии».
Время написания пьесы неизвестно. Разные исследователи предположительно датируют «Путаницу» 1607, 1611, 1613 годами.